# Mujahidin do Decão
Os Mujadihin do Decão (em inglês: Deccan Mujahideen) são um suposto grupo terrorista que atua dentro da Índia, sobre o qual pouco se conhece.
De acordo com um e-mail enviado para agências de notícias, o grupo alegou ser responsável pelos ataques terroristas de Bombaim, ocorridos em 26 de novembro de 2008, quando 195 pessoas morreram, incluindo 22 estrangeiros, e mais de 327 ficaram feridas. O envolvimento do grupo não foi confirmado, e poderia ser nome falso para outro grupo. É possível que a organização, se existir, esteja relacionada aos Mujahidin da Índia.